# 沃洛什諾沃
49°25′21″N 22°49′51″E / 49.42250°N 22.83083°E

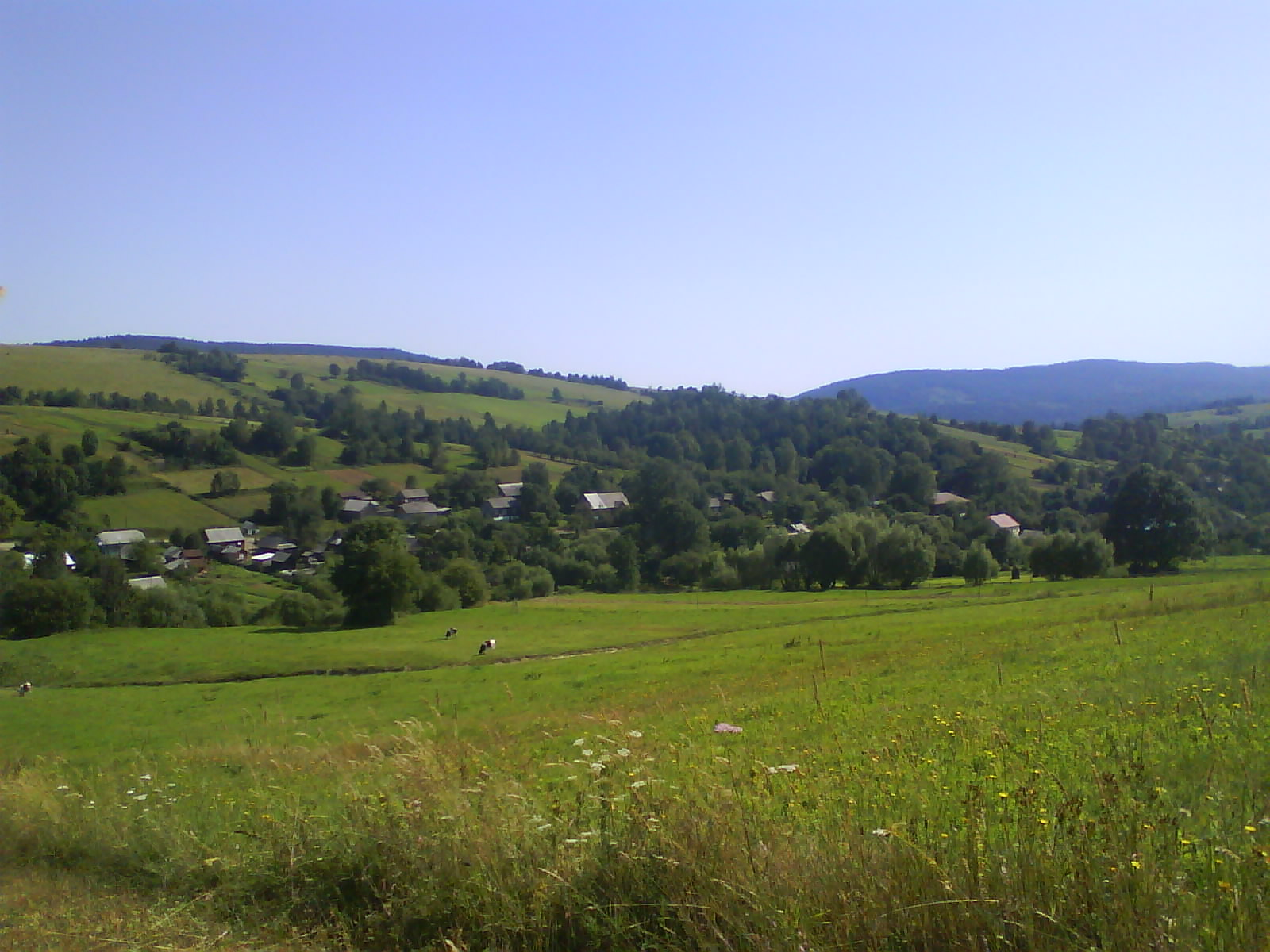

沃洛什諾沃（烏克蘭語：Волошиново），是烏克蘭西部的村莊，隸屬利維夫州的桑比爾區。該村處於亞布倫卡河畔，面積17.2平方公里，2001年該城鎮人口789。